# Мельник, Сергей Николаевич
Сергей Николаевич Мельник (бел. Сяргей Мікалаевіч Мельнік; род. 5 июля 1995, Минск) — белорусский футболист, полузащитник клуба «Орша».

## Игровая карьера
Воспитанник футбольного клуба «Минск». Выступал за юношеские команды клуба, а в сезоне 2013 прочно закрепился в дублирующим составе «Минска». Сезон 2014 также начал в дубле, но в мае 2014 был переведен в состав фарм-клуба «Минск-2», в составе которого выступал в Первой лиге.
По окончании сезона 2014 «Минск-2» прекратил существование, и Сергей отправился на просмотр в мозырьскую «Славию», но долгий просмотр закончился безуспешно. Вскоре прибыл на просмотр в «Витебск», и в апреле 2015 года подписал контракт с этим клубом.
В начале сезона 2015 играл за дубль витебского клуба. 23 мая 2015 года дебютировал в Высшей лиге, выйдя в стартовом составе на позиции правого полузащитника в матче против минского «Динамо» (0:0).
В январе 2016 года, оставив «Витебск», проходил просмотр в составе «Крумкачы», но не подошел и в итоге пропустил сезон 2016 из-за травмы. В начале 2017 года присоединился к «Барановичи», в июне закрепился в стартовом составе. В августе 2017 года стал игроком «Сморгони», но по окончании сезона покинул клуб.
Сезон 2018 начал в составе микашевичского «Гранита», однако в июле по соглашению сторон покинул клуб. В августе 2018 года стал игроком «Андердога».
В феврале 2019 года пополнил состав дзержинского «Арсенала». Стал игроком стартового состава команды. В январе 2020 года покинул клуб.
В апреле 2020 года стал игроком клуба «Ошмяны-БГУФК», где играл в стартовом составе, однако с сентября перестал появляться на поле и в октябре покинул команду. В начале 2021 года присоединился к новополоцкому «Нафтану», где был игроком основы.
10 февраля 2022 года перешёл в рогачевский клуб «Макслайн». В феврале 2023 года футболист продлил контракт с клубом. В декабре 2023 года футболист покинул клуб.

### Статистика выступлений
| Сезон    | Дивизион | Клуб         | Страна        | Матчи | Голы |
| -------- | -------- | ------------ | ------------- | ----- | ---- |
| 2013     | дубль    | Минск        | Флаг Беларуси | 31    | 0    |
| 2014 (1) | дубль    | Минск        | Флаг Беларуси | 6     | 1    |
| 2014 (2) | Д2       | Минск-2      | Флаг Беларуси | 25    | 1    |
| 2015     | Д1       | Витебск      | Флаг Беларуси | 14    | 0    |
| 2017 (1) | Д2       | Барановичи   | Флаг Беларуси | 8     | 0    |
| 2017 (2) | Д2       | Сморгонь     | Флаг Беларуси | 12    | 0    |
| 2018 (1) | Д2       | Гранит       | Флаг Беларуси | 10    | 0    |
| 2018 (2) | Д2       | Андердог     | Флаг Беларуси | 9     | 2    |
| 2019     | Д3       | Арсенал      | Флаг Беларуси | 28    | 1    |
| 2020     | Д2       | Ошмяны-БГУФК | Флаг Беларуси | 16    | 0    |
| 2021     | Д2       | Нафтан       | Флаг Беларуси | 32    | 2    |
| 2022     | Д2       | Макслайн     | Флаг Беларуси | 22    | 4    |
| 2023     | Д2       | Макслайн     | Флаг Беларуси | 22    | 3    |